# Tinodes ragu
Tinodes ragu is een schietmot uit de familie Psychomyiidae. De soort komt voor in het Oriëntaals gebied.